# Institut français de Corée du Sud
L'Institut français de Corée du Sud fait partie du réseau mondial des instituts français. L'antenne unique est située à Séoul, la capitale de la République de Corée.

## Historique
L’Institut français à Séoul a ouvert ses portes en septembre 1968 près du Palais de Gyeongbok, sous l'appellation Centre culturel français. Sous le régime dictatorial sud-coréen, c'est un des rares endroits à ne pas connaître la censure d'état.
Fin 1999, le Centre culturel a été relocalisé au 18e étage de la tour Woori, près de la porte de Namdaemun
C’est en avril 2011 qu’il prend officiellement l’appellation d’Institut français de la République de Corée, dans le cadre d’une réforme mondiale du réseau culturel et de coopération du Ministère français chargé des Affaires étrangères initiée par la loi du 27 juillet 2010, en remplacement des activités culturelles françaises qui étaient jusque-là réunies au sein de l'association Culturesfrance.
Cette réorganisation a apporté une meilleure unité et une plus grande simplicité de gestion. Les services de coopération universitaire, éducative, linguistique et culturelle de l’Ambassade de France ont ainsi fusionné pour devenir l’Institut français. Ils entretiennent des liens étroits avec le Consulat général ainsi que le bureau de l'Alliance française du pays et les autorités nationales et locales.

## Rôle éducatif
Le but premier de l'Institut est de proposer des cours, formations et examens de français à un public aussi large que possible. Cependant, l'IF Séoul propose principalement des activités culturelles autour de la langue française bien qu'il soit aussi accrédité pour faire passer et délivrer différentes certifications internationales, comme: le DELF, le DALF, le TCF, le DELF Prim, le DELF Junior, et le TCF Québec.

## Activités culturelles
Le centre culturel de l'institut participe à la scène culturelle locale, en créant des centaines d'évènements annuels à visée nationale, régionale ou locale, selon les projets. L'institut dispose d'une salle de conférence convertible en salle de cinéma, d'une galerie d'exposition, d'un club de lecture ainsi que d'un espace pour les plus jeunes
L'IF participe également à des évènements externes, dans le cadre de la promotion de la culture et des échanges entre la France et la Corée du Sud, et développe des partenariats avec d'autres entités culturelles, gouvernementales ou non-gouvernementales. Elle a récemment mis en place un programme de promotion de la culture française en ligne, appelé localement "FrenchCast" .

## Informations complémentaires
L'Institut Français de Corée du Sud dispose de plus de 22 000 documents et revues francophones accessibles au grand public. Une partie de ces ressources est accessible dans le quartier français de Seorae Maeul: la bibliothèque municipale de Banpo propose un espace franco-coréen comprenant plus de 5 000 ouvrages français dans tous les domaines (jeunesse, littérature, beaux-arts, cuisine, etc.). Le Seorae Maeul Global Village Center  propose un fond équivalent de CD, DVD et périodiques. 
L'Institut Français dispose également d'une culturethèque de plus de 600 presses magazines, près de 128 000 livres, 200 Bandes dessinées, 800 vidéos documentaires et des concerts, et des 370 manuels d’autoformation accessibles ,.